# Rybenské Perničky
Rybenské Perničky är en kulle i Tjeckien.   Den ligger i regionen Pardubice, i den centrala delen av landet, 130 km öster om huvudstaden Prag. Toppen på Rybenské Perničky är 748 meter över havet. Rybenské Perničky ingår i Žďárské vrchy.
Terrängen runt Rybenské Perničky är kuperad norrut, men söderut är den platt. Runt Rybenské Perničky är det ganska glesbefolkat, med 24 invånare per kvadratkilometer. Närmaste större samhälle är Polička, 10,8 km öster om Rybenské Perničky. I omgivningarna runt Rybenské Perničky växer i huvudsak blandskog.